# 羽衣学园短期大学
羽衣学园短期大学（日语：／ Hagoromo Gakuen Tanki Daigaku *），简称羽衣短大，是过去一所位于日本大阪府堺市西区的私立短期大学。

## 概要

### 简介
- 学校最早可以追溯到1923年[1][2]。短期大学为于1964年开办[2]、由学校法人羽衣学园经营。为男女同校从2000年[2]、招生到2004年、正式停办于2007年[3]。

### 历史
- 1964年 羽衣学园短期大学成立并同时设置两个学科、以下列举[2]。
  - 文科
  - 家政科
- 1967年 文科分离为两个专攻、以下列举[2]。
  - 日文专攻
  - 英文专攻
- 1969年 两个学科各自改名为、以下列举[2]。
  - 文科→文学科（但招生到于2001年、正式停办于2004年[3]）
  - 家政科→家政学科
- 1983年 家政学科分离为两个专攻、以下列举[2]。
  - 服装专攻[注 8]（改编为服饰设计专攻于1994年、以后招生到于1998年）
  - 食物专攻（以后招生到于1998年[3]）
- 1986年 家庭经营专攻成立于家政学科（以后招生到于1998年[3]）[2]。
- 1996年 国际教养学科成立。
- 1999年 两个学科各自改名为、以下列举[2]。
  - 家政学科→人类生活学科
  - 国际教养学科→国际交流学科[注 6]（以后招生到于2001年、正式停办于2003年[3]）
- 2000年 开始招収男学生[2]。
- 2004年 招生最后、次年停止招生（正式停办于2007年1月11日[3]）。

## 学校环境
- 校区：在了大阪府堺市[注 1]

## 历任校长
- 高津久次：第一代短期大学校长[4]。

## 组织

### 学科
- 人类生活学科

### 前学科
| - 文学科 - 日文专攻 - 英文专攻 - 家政学科 - 服饰设计专攻 - 食物专攻 - 家庭经营专攻 - 国际交流学科 |

### 专科
| - 没有 |

### 业余课程
| - 没有 |

### 附属机关
| - 国际关系总合研究所 |

## 相关链接
- 日本短期大学列表